# Castor Cantero
Castor Sixto Cantero (1918. január 12. – ?) válogatott paraguayi labdarúgó-fedezet.